# Sven Rosén (gymnast)
Sven Axel Arrigo Rosén, född 10 mars 1887 i Stockholm, död 22 juni 1963 i Danderyd, var en gymnast.
Han blev olympisk guldmedaljör 1908 och 1912.
Sven Rosén är begravd på Norra begravningsplatsen utanför Stockholm.